# HD 143435
HD 143435，又名BD+37 2695，SAO 65001、HR 5957，是一颗恒星，视星等为5.62，位于銀經58.57，銀緯49.49，其B1900.0坐标为赤經15h 55m 16s，赤緯+36° 49.49′ 39″。